# Jean-Louis Giral
Pour les articles homonymes, voir Giral.
Jean-Louis Giral est un entrepreneur et homme politique français né le 25 août 1934 au Ban-Saint-Martin et mort le 29 septembre 2018 à Crans-sur-Sierre.

## Biographie
Jean-Louis Giral naît le 25 août 1934 au Ban-Saint-Martin, dans la Moselle.
Après Mathématiques spéciales au lycée Janson-de-Sailly, il poursuit ses études au CESTI. En 1959 son sursis est cassé, il est incorporé puis réformé du service militaire pour « excès d'albumine ». Il part alors en Iran sur un chantier de l'entreprise Desquenne et Giral. En 1962 comme conducteur de travaux il dirige chez Desquenne et Giral, des chantiers dans le Sud-Ouest de la France. À la mort de son père Albert Griral en septembre 1971 il devient président-directeur général de « l'entreprise familiale ».
Administrateur du Syndicat de France en 1971, il devient président du Syndicat et  président de la Fédération nationale des travaux publics (FNTP) (à partir de 1982) et vice-président (jusqu'à sa démission en 1985) du Conseil national du patronat français (CNPF). Il redevient vice président du CNPF en 1987 et président  de la commission sociale  de 1989 à 1992. Membre du Conseil économique et social de 1984 à 1989.
En 1994, il se présente à la présidence du CNPF contre Jean Gandois, n'obtenant que 10 voix sur 36 lors de l'avis du Conseil Exécutif, il renonce à se présenter devant l'Assemblée Générale.
Membre du Rassemblement pour la République (RPR), il est élu conseiller régional d'Île-de-France en 1986 et conseiller de Paris en 1989.Il y fera deux mandatures.
Il meurt le 29 septembre 2018, à Crans-sur-Sierre, à 84 ans.

## Décorations
- Officier de la Légion d'honneur (1995)[5].
- Officier du Mérite (1991)